# ZMapp
에볼라 바이러스의 치료약 또는 백신으로 알려져 있다.
인간 항체를 만들어 내는 유전자를 담배 식물에 이식, 담배 잎에서 만들어지는 3가지의 인간 단일 클론 항체를 혼합한 것을 주성분으로 하는 약이다.
미국의 제약회사 Mapp biopharmaceutical 회사에서 개발하였다.
일반적으로 신약이 사용승인을 받기 위해서는 동물실험을 통해 안정성을 확인 받아야 하나
사태의 심각성에 따라 세계 보건기구(WHO)에서 조건부로 사용을 허용하였다.
최근 캐나다와 미국의 국제 연구 그룹이 ZMapp을 개량하여 붉은털원숭이에 투여한 결과
모든 개체가 회복, 곧 추가적인 임상시험에 들어갈 예정이라고 한다.